# Georges Ambourouet
Georges Ambourouet, né le 1er mai 1986 à Libreville, est un footballeur international gabonais. Il joue au poste d'arrière gauche au Lozo Sport.